# Ponta Leste
Ponta Leste (auch: Ponta Calheta) ist ein Kap am Ostende der Insel São Nicolau im atlantischen Inselstaat Kap Verde.
Das Kap gehört administrativ zum Concelho Ribeira Brava (Kap Verde).

## Geographie
Die Ponta Leste liegt am Ostende der langgezogenen Insel zusammen mit Ponta Barnalta (N) und Ponta Pelan (S). Sie besteht aus einem ehemaligen Lavastrom und ist ca. 8 km von Carriçal und 30 km von Ribeira Brava im Westen entfernt. Die nächstgelegene Siedlung ist Castilhiano.
An der Spitze der Halbinsel steht der Leuchtturm Farol da Ponta de Leste.
Das Kap wird in einer Karte in der Atlas-Sammlung von Jacques-Nicolas Bellin von 1747 als „Oost-Hoek“ (Niederländisch für Ost-Kap) und „Pointe de l’Est“ (Französisch) bezeichnet. Im Englischen wurde sie auch als „East Point“ bezeichnet.